# Adelobasileus
Adelobasileus là một chi đơn loài của động vật Một cung bên có hình dáng giống động vật có vú sống vào kỷ Tam Điệp (Trias) muộn (Carnian) khoảng 225 triệu năm trước. Nó chỉ được biết đến từ một hộp sọ một phần được phục hồi từ sự hình thành của Palo Duro Canyon ở phía tây Texas, miền nam Hoa Kỳ và được gọi là loài Adelobasileus cromptoni.

## Đại cương
Gần như cùng thời điểm với loài động vật có vú Tikitherium, loài Adelobasileus có trước loài động vật không có vú Tritylodontidae và Tritheledontidae sau 10 triệu năm. Trên thực tế, các đặc điểm sọ khác biệt, đặc biệt là vỏ ốc tai, cho thấy Adelobasileus là một dạng chuyển tiếp trong quá trình chuyển đổi hình thể dạng từ động vật có vú sang động vật có vú kỷ Triassic. Vì lý do này, nó được cho là tổ tiên chung của tất cả các động vật có vú hiện đại hoặc họ hàng gần của tổ tiên chung. Mặc dù theo truyền thống được phân loại là động vật có vú theo phân loại dựa trên đặc điểm, nó nằm ngoài Nhóm chỏm cây có chứa tất cả các động vật có vú thực sự.